# Jean-François-Michel Birnbaum
Jean-François-Michel Birnbaum of Johannes Michaël Franz Birnbaum (Bamberg, 19 september 1792 - Gießen, 14 december 1877) was een Duits rechtsgeleerde, hoogleraar aan en rector magnificus van de Rijksuniversiteit Leuven.

## Levensloop
Birnbaum werd als eenentwintigste kind geboren in een arm gezin. Hij was veertien toen zijn vader op 22 april 1806 overleed, wat zijn leefomstandigheden nog verslechterde. Om te verder school te kunnen volgen, moest hij voor eigen inkomsten zorgen. Hij werkte vooral als privéleraar.
Aan het gymnasium interesseerde hij zich voor klassieke talen, wiskunde en natuurwetenschappen. Tevens ontwikkelden zich zijn inzichten in wijsbegeerte en filologie.
In 1811 begon hij aan universitaire studies. Hier opnieuw hadden financiële problemen zijn toegang tot de universiteit vertraagd, maar een paar invloedrijke vrienden maakten dat hij aan de Friedrich-Alexander-Universität Erlangen-Nürnberg werd ingeschreven. Aanvankelijk begon hij in de faculteit filologie. Toen hij echter een lezing bijwoonde van de rechtsgeleerde Christian Friedrich von Glück werd hij overtuigd dat hij rechten moest studeren. Dit belette niet dat hij verder gedichten schreef en zelfs een toneelstuk, Der Schicksalsspruch, en een epos, Adalbert von Babenberg.
In 1813 verhuisde hij naar de universiteit van Landshut. Hij ging er studeren bij bekende juristen, zoals Paul Johann Anselm von Feuerbach, Carl Joseph Anton Mittermaier en Friedrich Carl von Savigny. De belangrijkste invloed die hij onderging, was die van Mittermaier (1787–1867), die amper vijf jaar ouder was dan hij, maar sinds 1810 hoogleraar rechten was in Landshut.
In 1815 verdedigde Birnbaum zijn doctoraatsverhandeling die hem de doctorstitel opbracht, maar ook een controversieel onthaal te beurt viel. Het Neue Archiv für Criminalrecht noemde het een briljant werk dat de volle aandacht verdiende van de juristen. Anderen waren echter minder lovend.

## Leuven (1817-1830)
In 1817 werd hij tot hoogleraar benoemd aan de rechtenfaculteit van de nieuwe Rijksuniversiteit Leuven.
Willem I had agenten in Duitsland die voor hem op zoek gingen naar bekende wetenschappers om de nieuwe rijksuniversiteiten Gent, Luik en Leuven mee te bemannen. Een van hen was baron Hans Christoph Ernst von Gagern, die Birnbaum had leren kennen. Hij stelde de pas vierentwintigjarige als kandidaat voor een hoogleraarschap in Leuven voor. Er bestaat een vermoeden dat hij als reservekandidaat werd benoemd, omdat belangrijker juristen die waren aangezocht, het ambt hadden geweigerd.
Birnbaum bleek over een aanzienlijk aanpassingsvermogen te beschikken, zowel in het gebruik van talen als in de wijze van doceren. Hier kwamen zijn rechtsvergelijkende studies die hij bij Mittermaier had ondernomen, uitstekend van pas. Zijn kennis maakte dat hij de opdracht kreeg een nieuw Nederlands strafwetboek op te stellen.
In 1824-1825 was hij rector magnificus van de universiteit. Hij zette zich in om uitwisselingen van professoren en studenten te organiseren met naburige universiteiten.
Nu hij eindelijk over een behoorlijk en vast inkomen beschikte, ondernam hij reizen naar Duitsland en Zwitserland, later ook naar Frankrijk, Italië en Hongarije. Dit leverde hem contacten op met heel wat academici. Hij leerde in 1823 tijdens een reis ook Clara Wilhelmine Laumayer kennen, met wie hij in 1824 trouwde. Vanaf 1826 begon hij te publiceren, hoofdzakelijk in het tijdschrift Bibliothèque du jurisconsulte et du publisciste.
Samen met Léopold August Warnkönig en Adrianus Catharinus Holtius stichtte hij de 'Bibliotheek van de rechten' die later werd overgeplaatst naar Parijs.

## Na de Belgische Revolutie
Na de revolutie van 1830 was Birnbaum blijkbaar geen 'persona grata' meer en hij verliet België. Hij werd hoogleraar aan verschillende universiteiten:
- Bonn (1830),
- Freiburg im Breisgau (1833),
- Utrecht (1835),
- Gießen (1840). Aan deze universiteit werd hij kanselier (1847).

In Bonn gaf hij les aan de Friedrich-Wilhelm-Universität. Zijn lezingen over rechtsvergelijkende thema's kenden succes en wekten de jaloersheid op van vakgenoten, die hem als een bedreiging zagen. Birnbaum die toen nog maar 38 was, was ondertussen ook in Duitsland een aanzienlijke bekendheid geworden in juristenmilieus, vooral als hoogleraar in strafrecht. Tijdens die periode begon hij zich ook actief toe te leggen op burgerlijk recht evenals op publiek recht.
De gespannen verhoudingen met collega's maakten dat hij weldra Bonn verliet en een professoraat aanvaardde in Freiburg. Hij kreeg een aanzienlijk hoger salaris dan in Bonn. De relaties met zijn collega's werden weldra al even slecht als voorheen in Bonn. Zelfs vroegere vrienden keerden zich van hem af. Hij publiceerde voortaan minder, hoewel uit die periode zijn belangrijkste werk dateert, Über das Erforderniß einer Rechtsverletzung zum Begriffe des Verbrechens. Hoewel hij bij zijn studenten zeer populair was, leed hij onder de kritiek die hij kreeg in academische milieus.
Na Freiburg vertrok hij naar Utrecht, waar hij zijn wens kon vervullen om weer in de Nederlanden te doceren en de draad weer op te pakken van wat hij in Leuven had ondernomen. De aangeboden bezoldiging lag opnieuw een stuk hoger en er werd zelfs een behoorlijk pensioen voor zijn vrouw voorzien, voor het geval ze weduwe zou worden. Hij bleef actief publiceren en zijn werk Erörterung der Frage, ob Strafgesetzbücher keine allgemeine Bestimmung in Hinsicht auf bösen Vorsatz enthalten sollen kreeg ruime erkenning.
Na vijf jaar kreeg hij echter nog betere financiële voorwaarden aangeboden door de Universiteit van Gießen en hij besliste dit als zijn definitieve plek te kiezen. Dit tot grote spijt van de academische overheid in Utrecht, die vergeefse pogingen ondernam om hem te behouden. Maar Birnbaum wilde terug naar zijn vaderland.
In Gießen werd hij niet alleen hoogleraar maar ook 'Geheimer Justizrat'. Hij was voortaan een gezagvolle professor en hij kon nu rekenen op het vertrouwen en de welwillendheid van zijn collega's.
In het academiejaar 1844-1845 werd hij rector van de universiteit. In 1847 werd hij tot kanselier van zijn alma mater benoemd. Hierdoor werd hij lid van de Eerste Kamer voor het hertogdom Hessen. Hij werd hierdoor ondergedompeld in de politiek. Groothertog Ludwig III benoemde hem in 1849 en 1850 als zijn vertegenwoordiger om in Mainz de bisschopsverkiezingen bij te wonen. Er bestonden toen grote spanningen tussen de aartshertog en de clerus en deze keerde zich uiteraard ook tegen Birnbaum. Als dankbetuiging werd hij benoemd tot lid van het bestuur van het parlement in Erfurt.
Birnbaum overleefde de Duitse revolutie van 1848-1849. De 'Nationalversammlung' in Frankfurt am Main viel uit elkaar en voortaan was het Pruisen die het voortouw nam en naar eenheid onder de Duitse landen streefde. Birnbaum werkte hieraan mee.
Hij was toen volledig door zijn politieke activiteiten benomen en als academicus beperkte hij zich tot het geven van lezingen. Aan het schrijven van wetenschappelijke traktaten kwam hij niet meer toe. Hij hield zich onder meer zeer bezig met een hervorming van het gevangeniswezen, in een meer liberale zin. In plaats van een straf van vergelding werd voortaan gestreefd naar een doelgerichte bestraffing die beterschap moest teweegbrengen bij de delinquent. Dit waren de principes van zijn vroegere leermeester Mittermaier, die Birnbaum echter niet helemaal volgde, want hij had schrik voor een te radicale verandering die naar hij vreesde tot chaotische verwarring kon leiden.
Tegen die tijd was zijn sterke hervormingsgeest meer terughoudend geworden. Het leek wel alsof hij de roem die hij bereikt had niet op het spel wilde zetten door het toepassen van al te radicale theorieën. Ook al publiceerde hij nog weinig en gaf hij maar zelden nog cursus, bleef zijn ster schijnen. Hij werd erelid van talrijke wetenschappelijke genootschappen en werd vereerd met hoge onderscheidingen.
In 1872 stierven zijn vrouw en zijn oudste zoon. Hijzelf was 85 toen hij in 1877 overleed.

## Publicaties
- Deduktion der Rechte des Herzogs von Looz-Corswarem auf das Fürstentum Rheina-Wolbeck, Aken, 1830.
- Die rechtliche Natur der Zehnten, Bonn, 1831.
- Ueber das Erforderniß einer Rechtsverletzung zum Begriffe des Verbrechens, mit besonderer Rücksicht auf den Begriff der Ehrenkränkung, in: Archiv des Criminalrechts, 1834.
- Commentatio de Hugonis Grotii in definiendo jure naturali vera mente, 1835.
- Erörterung der Frage, ob Strafgesetzbücher keine allgemeine Bestimmung in Hinsicht auf bösen Vorsatz enthalten sollen, 1835.